# 오흐타 자치구
오흐타 자치구(러시아어: О́хта)는 크라스노그바르데이스키 구의 자치구로, 네바강에 접해 있다.
볼샤야오흐타와 말라야오흐타로 나뉘어 있다.